# Paul Angerer
Paul Leopold Ferdinand Angerer (* 16. Mai 1927 in Wien; † 26. Juli 2017) war ein österreichischer Dirigent, Bratschist, Komponist und Radiomoderator.

## Leben
Paul Angerer erhielt im Alter von 5 Jahren den ersten Instrumentalunterricht in Klavier und Violine bei seinem Großvater, dem Klarinettisten Carl Denk (1870–1936). Er besuchte das humanistische Gymnasium und anschließend das Konservatorium.
Am 15. Jänner 1945 wurde Angerer vom Reichsarbeitsdienst eingezogen und noch mit 17 Jahren, am 10. März, zum Jägerbataillon 28 (Jg.Eu.A.Blg.28) in Šternberk (damals Sternberg) überstellt und geriet bald darauf in sowjetische Gefangenschaft. Im sowjetisch-tschechischen Kriegsgefangenenlager in den ehemaligen Baracken des KZ Auschwitz verfasste er in der Zeit von Juni bis August 1945 sein erstes musiktheoretisches Werk Über die geheimnisvollen Zusammenhänge in der Musik, in der Kunst im allgemeinen (Auschwitzer Musikgeschichte), das er auf leeren Papiersäcken niederschrieb. Im gleichen Monat August wurde er aus der Kriegsgefangenschaft entlassen und schlug sich nach Wien durch.
Angerer studierte an der Wiener Musikhochschule Klavier, Orgel, Violine und Viola. Nachdem er 1948 beim Genfer Musikwettbewerb eine Medaille gewonnen hatte, trat er eine Stelle beim Orchestre de la Suisse Romande an. In den Jahren 1953 bis 1956 war er Solobratschist der Wiener Symphoniker und von 1956 bis 1963 Chefdirigent des Wiener Kammerorchesters sowie des Wiener Burgtheaters.
Angerers Kompositionsstil war von Paul Hindemith beeinflusst.
Zwischen 1964 und 1982 war Angerer Chefdirigent oder Direktor der Opernhäuser von Bonn und Ulm sowie von 1968 bis 1972 Opernchef des Salzburger Landestheaters. Von 1971 bis 1981 leitete er das Südwestdeutsche Kammerorchester Pforzheim. Im Jahr 1982 gründete Paul Angerer zusammen mit seinem Sohn, dem Bratschisten und Spieler der Viola d’amore Christoph Angerer (* 1966), das Ensemble Concilium musicum Wien. Mit diesen Orchestern machte er eine Vielzahl hoch geschätzter Aufnahmen. Zusammen mit seinem Sohn war er in vielen Konzerten zu hören. Im Jahr 1982 wurde er Professor an der Wiener Hochschule für Musik und darstellende Kunst, wo er bis zu seiner Pensionierung im Jahr 1992 blieb.
Paul Angerer moderierte 17 Jahre lang im ORF-Hörfunk, seit November 2001 gestaltete er in Radio Ö 1 eine eigene Sendung, Capriccio, bei Radio Stephansdom (seit 2015: radio klassik Stephansdom). Er lebte in Wien und in seinem Freihof in Unternalb bei Retz, Niederösterreich. Er wurde am Wiener Zentralfriedhof bestattet.

## Auszeichnungen
- 1953: Staatspreis für Musik[10]
- 1954: 1. Preis beim Internationalen Orgelwettbewerb in Haarlem
- 1959: 1. Preis beim Salzburger Opernwettbewerb
- 1977: Professor (Berufstitel)
- 1983: Preis der Stadt Wien für Musik[11]
- 1987: Musikalischer Würdigungspreis des Landes Niederösterreich
- 1994: Preis des Landes Niederösterreich für Mozartforschung
- 1998: Johann-Nestroy-Ring der Stadt Wien
- 2001: Österreichisches Ehrenkreuz für Wissenschaft und Kunst I. Klasse

## Werke (Auswahl)

### Ensemblemusik
- Partita in e-moll – für Viola und Klavier (1944)[12]
- Sonate in A – für Violine und Klavier (1945)[12]
- Abend – für Bariton, 2 Blockflöten, Laute und Cello, Text: Andreas Gryphius (1946)[12]
- Tod – aus „Ritter, Tod und Teufel“ von Paula v. Preradović für Bariton, 2 Violen und Cello (1946)[12]
- Sextett – für Flöte, Trompete, Fagott, Violine, Viola und Kontrabass (1947)[12]
- Musik für Streichinstrumente V – Trio für Violine, Viola und Violoncello (1947)[12]
- Divertissement – pour flûte, hautbois et basson (1949)[12]
- Wen der Himmel retten will, dem gibt er die Liebe – Oratorium für Soli, Chor, Streicher und Bläser, Text: Lao-Tse (1949)[12]
- Triptychon – Drei Gesänge für Bariton, Text: Barbara Peter (1949)[12]
- Musik für Streichinstrumente VII – Trio für 2 Violen und Kontrabass (1950)[12]
- Konzertantes Quartett – für Oboe, Horn, Viola und Fagott (1951)[12]
- Rectus motus – für Streichtrio (1951)[12]
- Varia Vestis – Streichquintett (1952)[12]
- Tänze – für 3 Geigen (1953)[12]
- Invocatio – für Violine, Violoncello und Klavier (1954)[12]
- Chanson Gaillarde – für Oboe (Violine), Violoncello (Fagott) und Cembalo (Klavier) (1963)[12]
- Quartett I – für Altblockflöte, Viola da Gamba, Gitarre und Schlagzeug (1971)[12]
- Trio III Syngrapha – für Violine, Viola und Violoncello (1975)[12]
- Colloquio concertante – per flauto, oboe, violino, viola e violoncello (1982)[12]
- HiLaRaTiO – für Viola d’amore, Traversflöte, Violine, Kontrabass (1987)[12]
- Sinfonia, Wiegenlied und Tanz – für Viola d’amore, Violine und Kontrabass (oder Violoncello) (1993)[12]
- Vier Canzonen – (Franz Schubert, 1820), Bearbeitung für Sopran und Streichquartett (1997)[12]
- Octangulum – für Viola d’amore und Klavier (1999)[12]

### Orchestermusik
- Gesang von mir selbst – für Soli, Chor und Instrumente, Text: Walt Whitman (1946)[12]
- Musik für Streichinstrumente VIII – Musik für Streichorchester (1950)[12]
- Conference entre deux violoncelles – Avec accompagnement d’orchestre de chambre (1956)[12]
- Konzert – für Viola und Orchester (oder Kammerorchester) (1962/1975)[12]
- Ire in orbem – für Streichorchester (1975)[12]
- Sechs Fugen über den Namen BACH – (Robert Schumann), Bearbeitung für Streichorchester (1978)[12]
- Mariä Wiegenlied – (Max Reger) Bearbeitung für Sopran und Streichorchester (1999)[12]
- Wiegenlied – (Johannes Brahms, op. 49) Bearbeitung für Sopran und Streichorchester (1999)[12]
- Fünf Weihnachtslieder – nach alten Motiven aus Böhmen, Frankreich, Katalanien, Neapel, Dänemark für Sopran und Streichorchester (1999)[12]

### Solomusik
- Passacaglia in g-moll – für Klavier (1944)[12]
- Der du bist drei in Einigkeit – Choralphantasie für Orgel (1944)[12]
- Variationen – über ein Thema von Joseph Haydn für Klavier (1944)[12]
- Resurrectio – Musica sacra pro organo (1946)[12]
- Progressio – für Klavier (1952)[12]
- Sempre legato – für Klavier (1953)[12]
- Praeludium und Fuge Halapé – für Orgel (1954)[12]
- Stimmungen – Fünf Klavierstücke (1955)[12]
- Praeambulum und Fuge – für Orgelpositiv (1960)[12]
- La Nostalgia – Walzer-Paraphrase (1977)[12]
- Minutatim – für Violine (1978)[12]

### Geistliche Musik
- Missa pro coro a cappella (1946)[12]
- Trostpsalm auf den Bringer der heiligen Unrast – für Baß, Chor, Streicher und Bläser, Text: Paula v. Preradović (1946)[12]
- Flügelaltar – Musica pro Organo III nach Herbert Boeckl (1946)[12]
- Auf meinen lieben Gott – Kantate für Chor, Sopran und Instrumente, Text: Sigmund Weingartner (1948)[12]
- Die Versuchung Jesu – für 2 Bässe, Chor und Instrumente, Text: Barbara Peter (1949)[12]
- Geistliches Liederbuch – für eine Singstimme und Klavier oder Violine, Viola und Violoncello, Text: Johann Friedrich Tiede (1952)[12]
- Missa Seitenstettensis – Deutsche Messe für Kantor, Chor, 8 Blechbläser, Pauken und Orgel (1987)[12]
- Geraser Orgelmesse – für Kantor, Chor und Orgel (1995)[12]

### Opern/Bühnenmusik
- Ei du feiner Reiter – Spielmusik I, Variationen für 4 Stimmen über ein Thema von Samuel Scheidt (1954)[12]
- Die Paßkontrolle – TV-Oper, Text: Hans Friedrich Kühnelt (1958)[12]
- Das verräterische Herz – Fernsehpantomime (1958)[12]
- Moisasurs Zauberfluch – Text: Ferdinand Raimund (1960)[12]
- Was ihr wollt – Text: William Shakespeare (1960)[12]
- Das goldene Vliess – Text: Franz Grillparzer (1960)[12]
- Der Bauer als Millionär – Text: Ferdinand Raimund (1961)[12]
- Der Talisman – Text: Johann Nestroy (1962)[12]
- Ein Wintermärchen – Text: William Shakespeare (1962)[12]
- Des Meeres und der Liebe Wellen – Text: Franz Grillparzer (1963)[12]
- Gyges und sein Ring – Text: Friedrich Hebbel (1963)[12]
- Christinas Heimreise – Text: Hugo von Hofmannsthal (1964)[12]
- Nach Damaskus – Text: August Strindberg (1964)[12]
- Fräulein Julie – Text: August Strindberg (1964)[12]
- Die lustigen Weiber von Windsor – Text: William Shakespeare (1964)[12]
- König Ottokars Glück und Ende – Text: Franz Grillparzer (1965)[12]
- Der Alpenkönig und der Menschenfeind – Text: Ferdinand Raimund (1969)[12]
- Höllenangst – Text: Johann Nestroy (1983)[12]

### Bücher
- Die Bühnenmusik als raumschaffendes Element in Maske und Kothurn. Bühnentechnische Rundschau, Klasing & Company, 1966.
- Mozart auf Reisen. Bände I-III, Verlag Bibliothek der Provinz, 2004, 2005, 2006; ISBN 978-3-85252-566-2, ISBN 978-3-85252-632-4, ISBN 978-3-85252-702-4.
- Vermeide allen Verdruss ...: Leopold Mozarts Briefe an seine Tochter Nannerl. Verlag Bibliothek der Provinz, 2007; ISBN 978-3-85252-813-7.
- Mein musikalisches Leben – ein Capriccio. Wiener Dom-Verlag, 2010, ISBN 978-3-85351-222-7.

## Tondokumente (Auswahl)
- Günter Brosche (Red.), —: Musikalische Dokumentation Paul Angerer. Dienstag, den 15. November 1988. Konzert – Ausstellung, Hoboken-Saal der Musiksammlung der Österreichischen Nationalbibliothek, Wien (bis März 1989). Österreichische Nationalbibliothek, Wien 1988.
- —, 107,3 Radio Stephansdom: Paul Angerer liest „Geschichten aus meinem musikalischen Leben“. 1 CD. Wiener Dom-Verlag, Wien 2010, ISBN 978-3-85351-226-5.